# Даная (картина Тициана)
«Даная» — несколько картин Тициана, имеющих сходную иконографию. Художник обращался к этой теме минимум шесть раз между 1544 и 1560 годами.

## Сюжет
Даная — популярная тема в истории западноевропейской живописи, основанная на сюжете из древнегреческой мифологии. На картинах с этим названием изображают Данаю — девушку, заключённую своим отцом, царём Аргоса Акрисием в темницу (медную башню), из боязни быть убитым собственным внуком Персеем. Зевс проник к Данае через окно в виде золотого дождя (изображаемого потоками света или золотых монет) и родившийся от Зевса и Данаи герой Персей в конце концов случайно убил Акрисия, исполнив таким образом неумолимую волю рока. В течение средневековья Даная стала символом целомудрия и её чудесное зачатие трактовали как непорочное, предвещающее Благовещение Девы Марии. В творчестве художников эпохи Возрождения и барокко этот сюжет становится популярным благодаря своему эротизму. Художников привлекала возможность изображения обнажённого женского тела, живописный контраст наготы, темницы и золотого дождя.

## История создания
Некая первая версия, возможно, была создана в 1544 году. Согласно письму Джованни делла Каза, вторая (или первая) версия картины была написана для кардинала Алессандро Фарнезе в 1544—1546 годах, именно она сейчас находится Каподимонте и считается первой и эталонной. На ней рядом с Данаей изображен Купидон, на всех последующих его заменит старуха, ловящая подолом золотой дождь (аллегория сводничества).
«Даная» оказалась крайне популярной и несколько раз повторялась художником с помощью его мастерской.
Одно из повторений Тициан выполнил для испанского короля Филиппа II, она вошла в его серию Poesie в период 1551—1562 годов — семь композиций по «Метаморфозам» Овидия: «Даная», «Венера и Адонис», «Диана и Актеон», «Смерть Актеона», «Диана и Каллисто», «Персей и Андромеда» и «Похищение Европы».
Куратор Национальной галереи М. Бейли охарактеризовал эту серию картин Тициана следующим образом:

 Мифологические сцены запечатлевают моменты высокой драмы: роковая встреча, позорное открытие, поспешное похищение. Тициан мастерски пользуется краской и цветом, достигая ослепительного эффекта, захватывая светящуюся плоть, роскошные ткани, воду, отражение и атмосферные, почти чарующие пейзажи. Мы видим богов и богинь, но их лица выражают очень человеческие и очень понятные нам эмоции: вину, удивление, стыд, отчаяние и сожаление. Тициан называл эти произведения «поэзиями». Это редкая возможность насладиться одними из величайших картин в европейском искусстве
Всего Тициан написал, как минимум, пять «Данай»:
- Первой является «Даная», созданная в 1545—1546 годах, рядом с героиней изображён купидон (Каподимонте).
- В музее Прадо (1553—1554) в Мадриде.
- В Эпсли-хаусе в Лондоне (1553), из коллекции лорда Веллингтона.
- В Санкт-Петербургском Эрмитаже (1554)
- В венском Музее истории искусств (1564).
- Другие версии выполнены с помощью мастерской, утрачены и т. п.

Самой гармоничной и «венецианской», наиболее характерной для творчества Тициана по композиции и стилю, считают картину из Каподимонте. Варианты из Прадо, Вены и Эрмитажа, отличаются от первого добавленной фигурой престарелой служанки, весьма комично пытающейся собрать золотые монеты в подол платья или медный таз. Такой «жанровый» мотив безусловно снижает эстетику живописи.

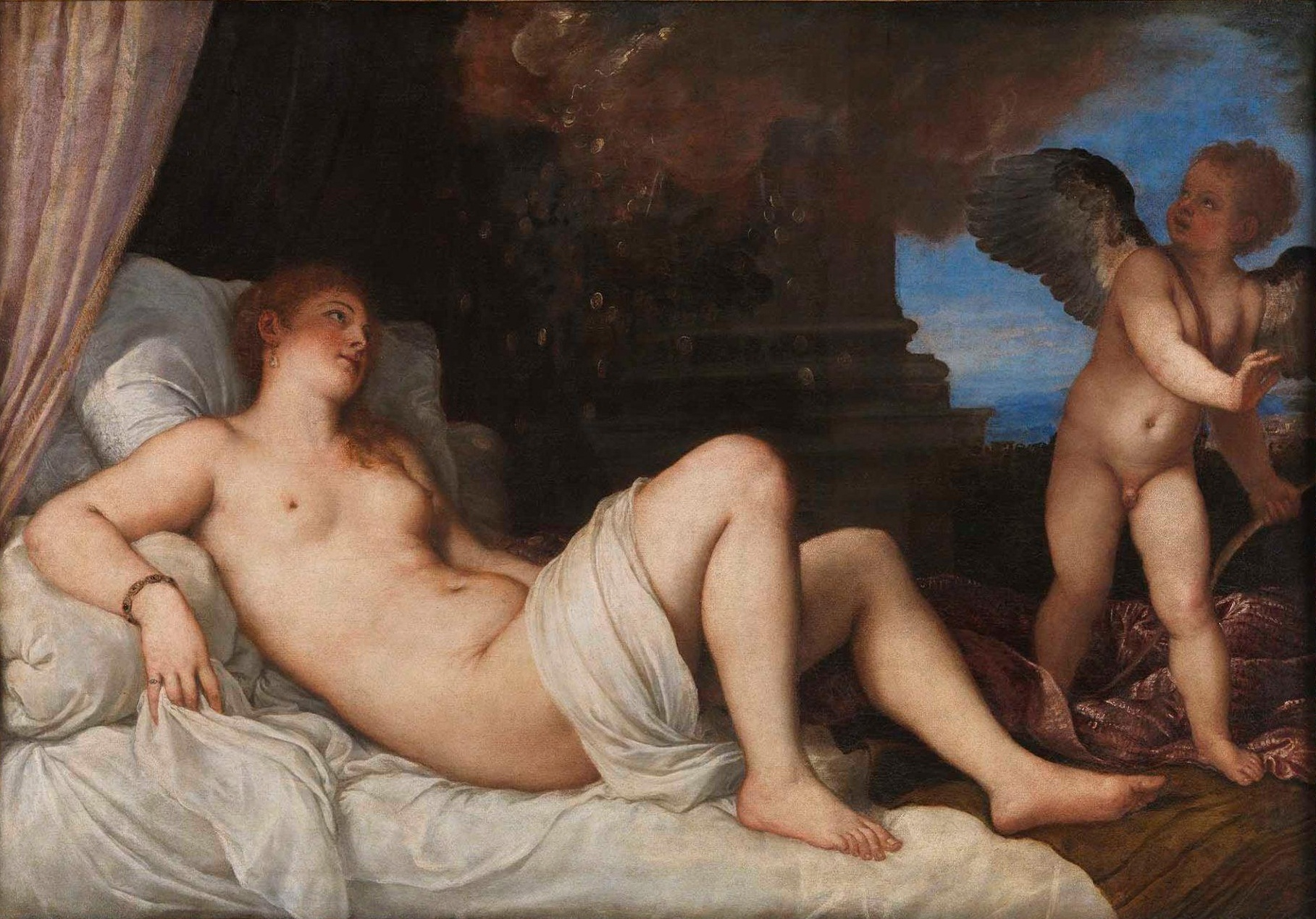
Даная. 1545—1546. Национальный музей Каподимонте, Неаполь
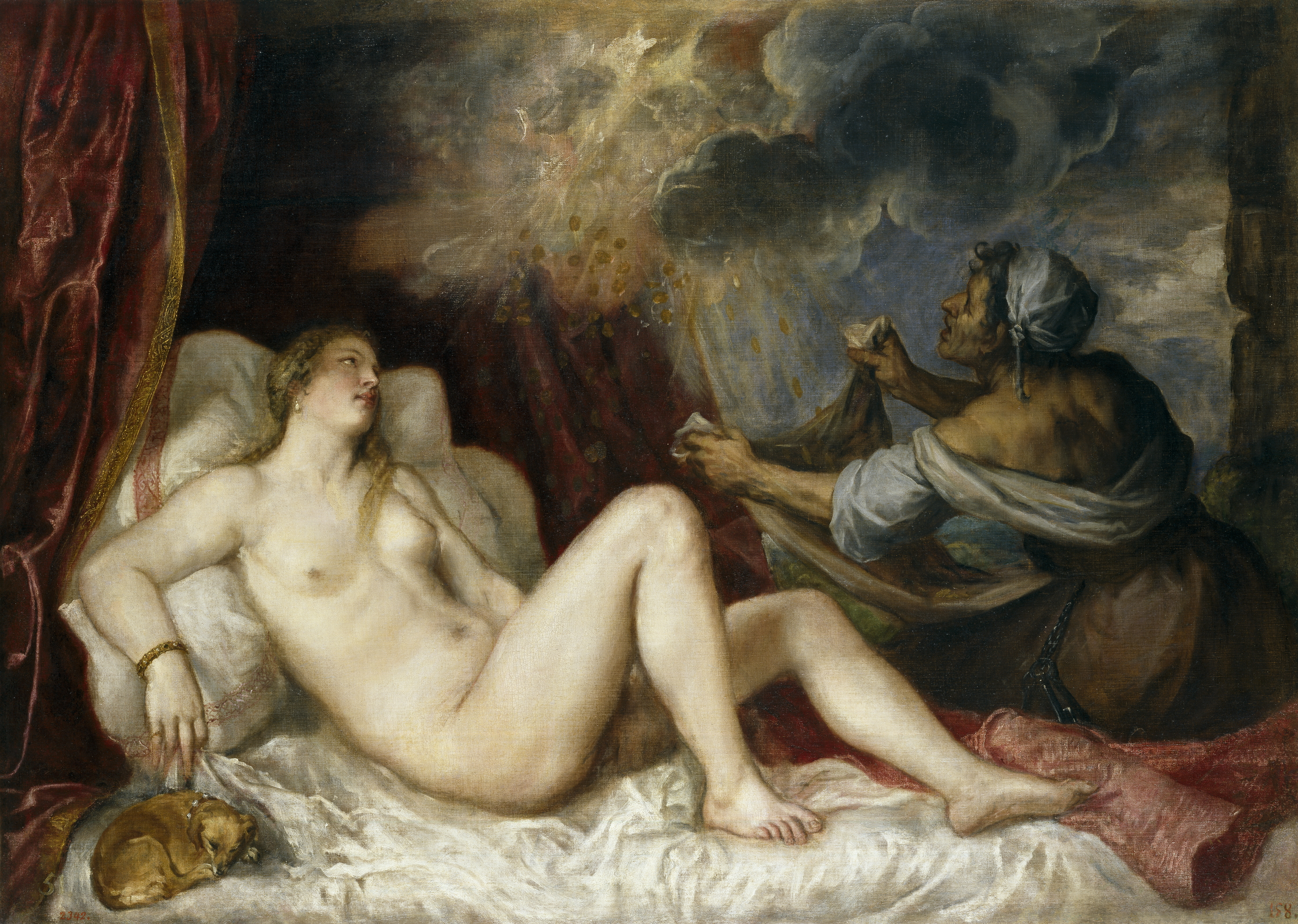
Даная. 1553—1554. Прадо, Мадрид
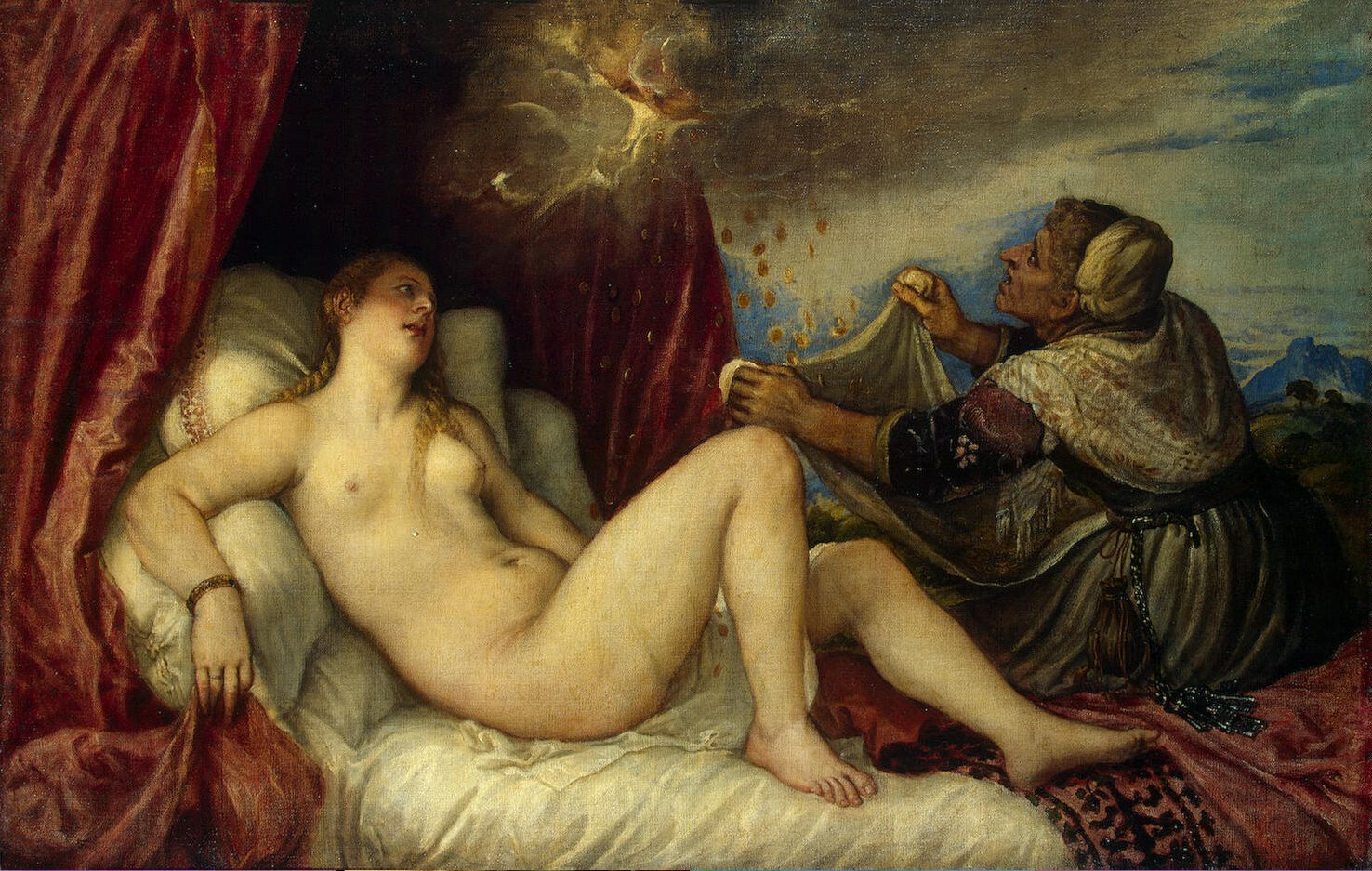
Даная. 1553—1554. Государственный Эрмитаж, Санкт-Петербург
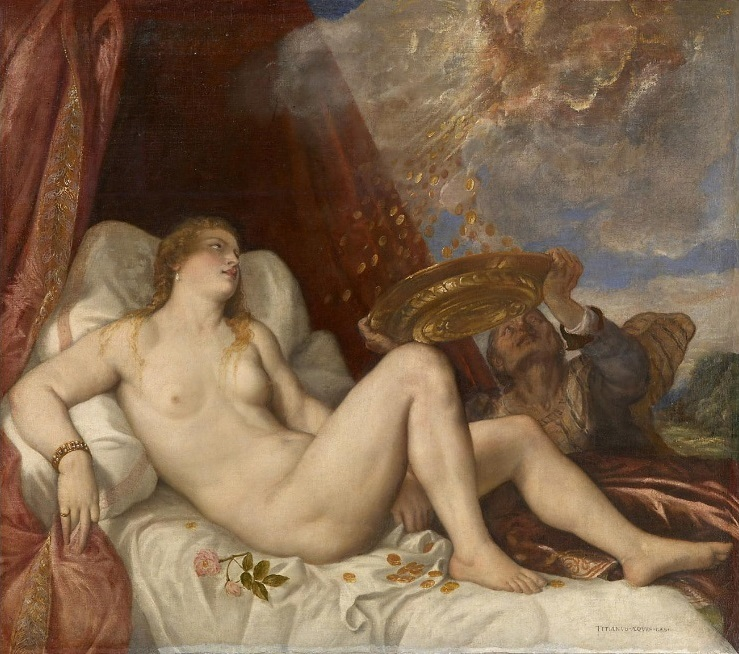
Даная. 1564. Музей истории искусств, Вена
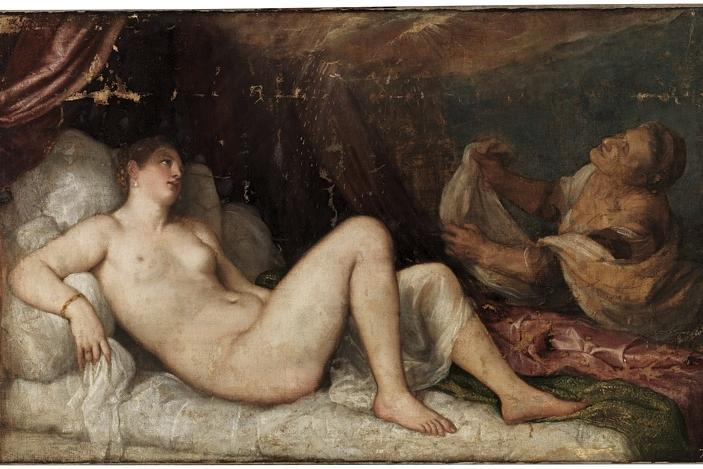
Даная. 1553. Эпсли-хаус, Лондон

### Испанская версия
Считается, что версия, посланная Тицианом испанскому королю во время Наполеоновских войн попала к англичанам и в настоящий момент находится в Эпсли-хаусе; в Прадо же в настоящий момент выставляется другой вариант.
В 2020 году в Национальной галерее в Лондоне проходила выставка «Тициан. Любовь, страсть, смерть», на которой впервые за 300 лет показаны шесть полотен художника, написанных по заказу короля Филиппа II. Однако выставка оживила старую дискуссию о том, какая из версий «Данаи» предназначалась для испанского монарха.
Специалист по венецианской живописи эпохи Возрождения Чарльз Хоуп считал, что картина, заказанная Филиппом II, — это не та, что принадлежит коллекции Веллингтона в лондонском Эпсли-xаусе и сейчас демонстрируется в Национальной галерее, а та, что хранится в Прадо в Мадриде. Он отмечает, что испанская версия — превосходного качества, и сожалеет, что мадридская картина не прибыла на «встречу „Данай“» в Лондоне.
Эксперт по искусству Ренессанса, историк искусства Давид Жаффе, курировавший выставку Тициана в Национальной галерее в 2003 году, согласился с тем, что «Даная» из Прадо — «более вероятная претендентка в поэтическую серию мастера, чем её блеклая соперница из Эпсли-Хауса». Другие специалисты высказывали прямо противоположные мнения. Тем не менее Чарльз Хоуп в открытом письме в редакцию «The Art Newspaper» по-прежнему подвергал сомнению общепринятые атрибуции. Он подчёркивал, что специалисты так и не объяснили, «почему Тициан отправил королю Филиппу худшую по качеству работу, ту, что хранится в Эпсли-Хаусе, а позже создал более утонченную версию из Прадо».

### Эрмитажная версия
Поступила в собрание музея в 1772 году, была приобретена из собрания барона Л. А. Кроза де Тьера в Париже. Эксперты творчества Тициана считают, что вклад помощников Тициана в его мастерской при создании этого варианта картины значителен.

### Чикагская версия
Чикагская версия датируется «после 1554 года», имеет пейзаж на заднем плане справа, выделясь «удивительным пейзажем с яркими световыми эффектами и лицом Юпитера среди облаков».